# Вертокиївка
Вертоки́ївка (також — Вертикиївка) — село в Україні, у Новогуйвинській селищній територіальній громаді Житомирського району Житомирської області. Кількість населення становить 756 осіб (2001). У 1977—2020 роках — адміністративний центр однойменної сільської ради.

## Населення
Наприкінці 19 століття кількість населення становила 528 осіб, дворів — 78.
Відповідно до результатів перепису населення Російської імперії 1897 року, загальна кількість мешканців села становила 534 особи, з них: православних — 529, чоловіків — 268, жінок — 266.
У 1906 році у поселенні налічувалося 478 мешканців, дворів — 93, у 1923 році — 130 дворів та 752 мешканці.
Відповідно до результатів перепису населення СРСР, кількість населення, станом на 12 січня 1989 року, становила 887 осіб. Станом на 5 грудня 2001 року, відповідно до перепису населення України, кількість мешканців села становила 756 осіб.

## Історія
Згадується у люстрації Київського воєводства 1754 року, власність Яцківських, мало 20 дворів, сплачувало 3 злотих і 4 гроші до замку та 12 злотих і 16 грошів до скарбу.
Наприкінці 19 століття — село Житомирського повіту Волинської губернії, за 18 верст від Житомира.
У 1906 році — сільце Коднянської волості (5-го стану) Житомирського повіту Волинської губернії. Відстань до губернського та повітового центру, м. Житомир, становила 19 верст, від волосного центру, містечка Кодня — 4 версти. Найближче поштово-телеграфне відділення розміщувалося на станції Рея.
У 1923 році включене до складу новоствореної Янковецької (згодом — Іванківська) сільської ради, яка, 7 березня 1923 року, увійшла до складу новоутвореного Солотвинського (згодом — Коднянський) району Житомирської (згодом — Волинська) округи. Розміщувалося за 8 верст від районного центру, с. Солотвин, та 1 версту — від центру сільської ради, с. Янківці. 27 червня 1926 року, в складі сільської ради, передане до Левківського (згодом — Іванківський) району Волинської округи, 15 вересня 1930 року — Троянівського району Української СРР.
Село постраждало внаслідок геноциду українського народу, проведеного урядом СРСР 1932—1933.
У радянські часи в селі розміщувалася центральна садиба хмелерадгоспу «Вертокиївка».
16 листопада 1942 року очільник генерального округу "Житомир" Ернст Ляйзер видав наказ про створення адміністративного округу "Геґевальд" ("Заповідний ліс") — адміністративно-територіальної одиниці Генеральної округи Житомир Райхскомісаріату Україна, куди увійшло село. У складі округу село перебувало до приходу Червоної армії у лютому 1944 року.
28 листопада 1957 року, внаслідок ліквідації Троянівського району, село включене до складу Житомирського району, 30 грудня 1962 року — до складу Коростишівського району, 4 січня 1965 року — відновленого Житомирського району Житомирської області. 26 листопада 1977 року, відповідно до рішення Житомирського облвиконкому № 499 «Про перенесення центрів та перейменування деяких сільрад районів області», до села перенесено адміністративний центр Іванківської сільської ради з перейменуванням її на Вертокиївську.
12 червня 2020 року, відповідно до розпорядження Кабінету Міністрів України № 711-р «Про визначення адміністративних центрів та затвердження територій територіальних громад Житомирської області», територію та населені пункти Вертокиївської сільської ради включено до складу Новогуйвинської селищної територіальної громади Житомирського району Житомирської області.
12 червня 2020 року, відповідно до розпорядження Кабінету Міністрів України № 711-р «Про визначення адміністративних центрів та затвердження територій територіальних громад Житомирської області» увійшло до складу Новогуйвинської селищної територіальної громади.
19 липня 2020 року, в результаті адміністративно-територіальної реформи та ліквідації Житомирського району (1939—2020), село увійшло до складу новоутвореного Житомирського району.

## Економіка
У селі вирощують пряний, ароматичний та лікарський сорти хмелю. Підприємство «Хміль України» донині зберігає статус одного з лідерів хмелярства області. Тут вирощують хміль на площі понад 100 га.

## Відомі люди
- Комісарчук Анатолій Амбросійович (1944—1996) — співак, диригент, Заслужений працівник культури України.